# Irina Margareta Nistor
Irina Margareta Nistor (Bucarest, 26 marzo 1957) è una doppiatrice e autrice televisiva romena.

## Biografia
Nistor ha lavorato per la Televisione pubblica romena dal 1980 al 1999, prima come doppiatrice, poi come autrice televisiva. Nel 1993, ha prodotto, in francese, per TV5 Europe un programma di un'ora intitolato “Il cinema romeno dopo il 1989”.
Irina Nistor è famosa per avere segretamente doppiato oltre 3.000 film banditi dal regime comunista romeno di Nicolae Ceaușescu, introdotti clandestinamente nel paese dal blocco occidentale. Durante la guerra fredda, questi materiali video, disponibili in VHS, si diffusero velocemente in Romania grazie ad una rete clandestina e capillare di collaboratori e la voce di Irina Nistor divenne conosciuta in tutto il paese. In un recente video a cura del New York Times, uno degli intervistati osserva: "Iniziammo a chiederci perché tutti i film erano stati doppiati dalla stessa voce... la voce della Nistor è la voce più nota in Romania dopo quella di Ceausescu..."
Su questa vicenda che ha coinvolto Irina Nistor è stato realizzato un documentario, Chuck Norris VS Communism, diretto dalla regista romena basata a Londra Ilinca Calugareanu. Il documentario è stato in parte finanziato grazie alla piattaforma di crowdfunding Indiegogo. La première del film è stata presentata al Festival internazionale del cinema di Edimburgo il 24 e 25 giugno 2015.
Nistor è ancora attiva nella scena cinematografica romena. Nel 2012, ha lanciato il Festival psicoanalisi e film, diretto dallo psicanalista Andrea Sabbadini. Il festival rappresenta l'edizione romena del Festival europeo di psicoanalisi e film presieduto dal regista italiano Bernardo Bertolucci. Per nove anni Nistor ha condotto un programma radio settimanale della durata di un'ora su Radio Guerrilla, intitolato La voce dei film. Nel 2006, ha pubblicato un libro sul suo maestro, il critico cinematografico D.I. Suchianu.